# كريس كلارك (لاعب كرة قدم مواليد 1974)
كريس كلارك (بالإنجليزية: Chris Clarke)‏ هو لاعب كرة قدم بريطاني، ولد في 1 مايو 1974 في بارنسلي في المملكة المتحدة.